# ريان كامبل
ريان كامبل (بالإنجليزية: Ryan Campbell)‏ (2 فبراير 1972 في أستراليا - ) هو لاعب كريكت أسترالي. شارك مع منتخب أستراليا الوطني للكريكت. أما مع النوادي، فقد لعب مع Hong Kong T20 Blitz ‏ وIndian Cricket League ‏ وفريق غرب أستراليا للكريكت ‏ وAhmedabad Rockets ‏.

## وصلات خارجية
- ريان كامبل على موقع إي آس بي آن كريك إنفو (الإنجليزية)